# Рашен-Мишен (аэропорт)
Аэропорт Рашен-Мишен (англ. Russian Mission Airport), (ИАТА: RSH, ИКАО: PARS, FAA LID: RSH) — государственный гражданский аэропорт, расположенный в населённом пункте Рашен-Мишен (Аляска), США.

## Операционная деятельность
Аэропорт Рашен-Мишен занимает площадь в 58 гектар, расположен на высоте 16 метров над уровнем моря и эксплуатирует две взлётно-посадочные полосы:
- 17/35 размерами 1097 х 30 метров с гравийным покрытием;
- 18W/36W размерами 914 x 152 метров для обслуживания гидросамолётов.